# Investigación

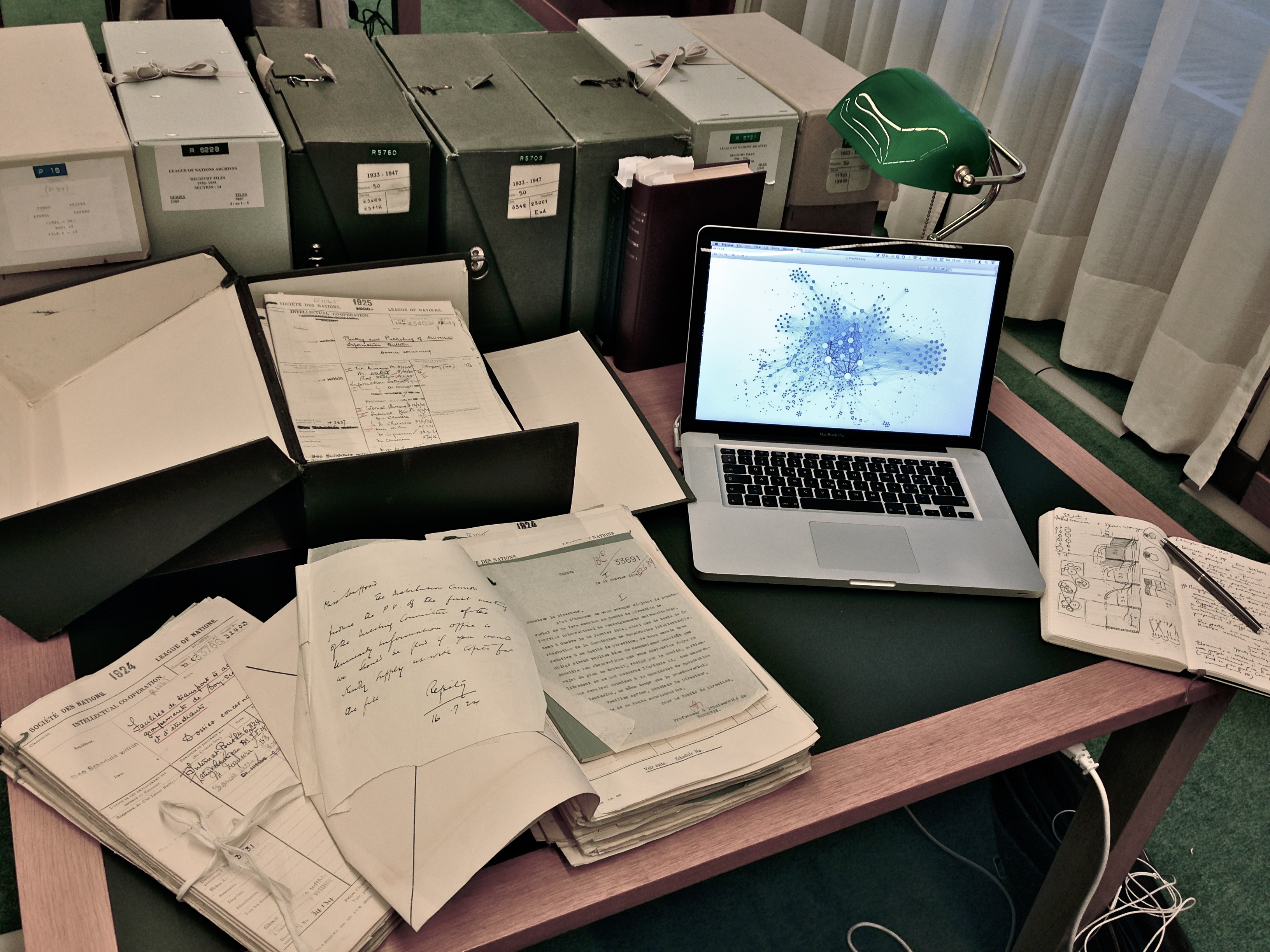
Materiales utilizados en un proceso de investigación.

La investigación es el trabajo creativo y sistemático realizado para aumentar el conocimiento. Implica la recopilación, organización y análisis de información para aumentar la comprensión de un tema o problema. Un proyecto de investigación puede ser una expansión del trabajo anterior en el campo. Para probar la validez de instrumentos, procedimientos o experimentos, la investigación puede reproducir elementos de proyectos anteriores o del proyecto en su conjunto.
La investigación científica es el nombre general que obtiene el complejo proceso, en el cual los avances científicos son el resultado de la aplicación del método científico para resolver problemas o tratar de explicar determinadas observaciones. Igualmente, la investigación tecnológica emplea el conocimiento científico para el desarrollo de tecnologías blandas o duras, así como la investigación cultural, cuyo objeto de estudio es la cultura. Además, existe a su vez la investigación técnico-policial y la investigación detectivesca y policial e investigación educativa.

## Definiciones
La investigación se ha definido de varias maneras diferentes y, si bien existen similitudes, no parece haber una definición única que abarque todo y que sea adoptada por todos los que participan en ella.
La investigación en términos más simples es buscar conocimiento y buscar la verdad. En un sentido formal, es un estudio sistemático de un problema atacado por una estrategia elegida deliberadamente que comienza con la elección de un enfoque para preparar un anteproyecto (diseño) y actuar sobre él en términos de diseñar hipótesis de investigación, elegir métodos y técnicas, seleccionar o desarrollar herramientas de recopilación de datos, procesamiento de datos, interpretación y finaliza con la presentación de solución/es del problema.
John W. Creswell da otra definición de investigación, quien afirma que "la investigación es un proceso de pasos utilizados para recopilar y analizar información para aumentar nuestra comprensión de un tema o problema". Consta de tres pasos: plantear una pregunta, recopilar datos para responder la pregunta y presentar una respuesta a la pregunta.
El Merriam-Webster Online Dictionary define la investigación con más detalle como "indagación o examen meticuloso; especialmente: investigación o experimentación dirigida al descubrimiento e interpretación de hechos, revisión de teorías o leyes aceptadas a la luz de nuevos hechos, o aplicación práctica de dichas teorías o leyes nuevas o revisadas".

## Tipos de investigación

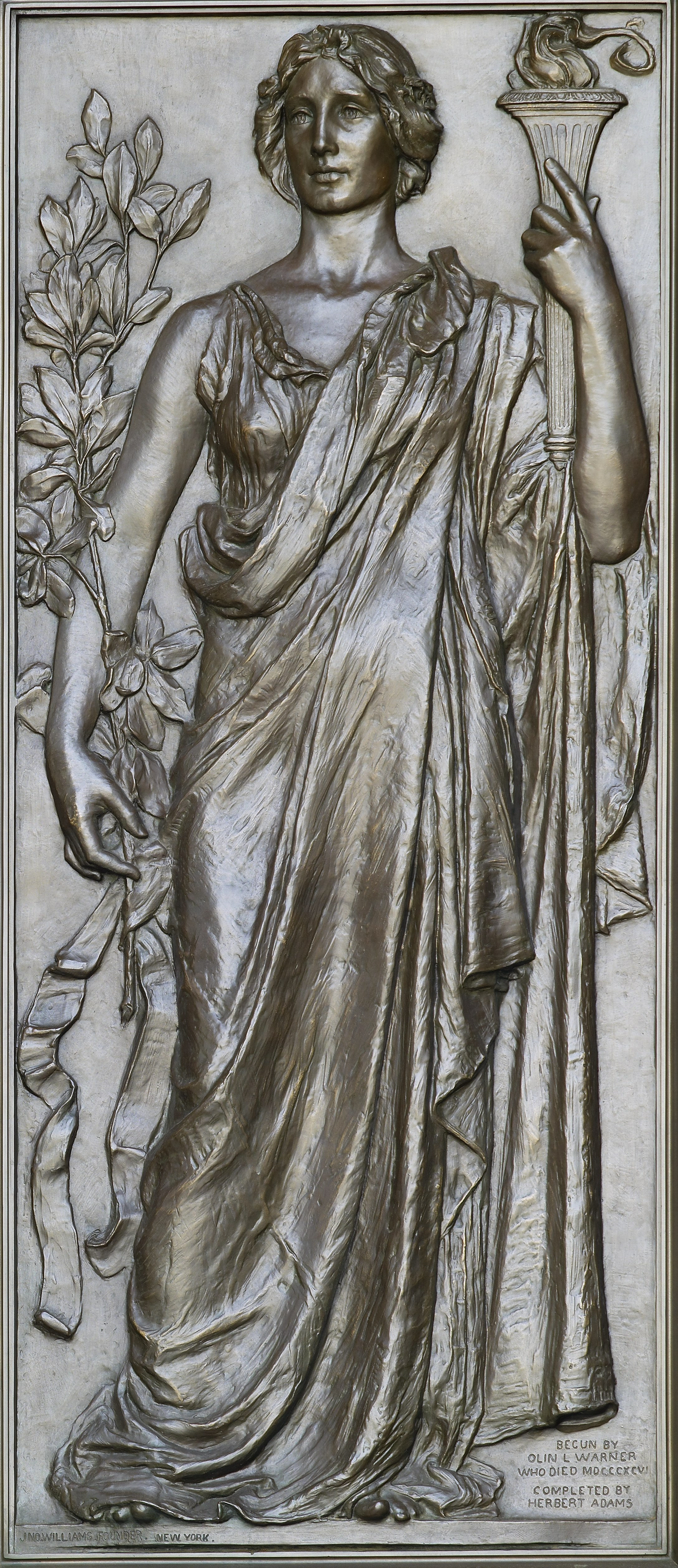
Alegoría de la investigación, bronce de Olin Levi Warner, 1896, en el Thomas Jefferson Building, Biblioteca del Congreso, Estados Unidos.

### Investigación original
La investigación original , también llamada investigación primaria, es aquella que no se basa exclusivamente en un resumen, revisión o síntesis  de publicaciones anteriores sobre el tema de investigación. El propósito de la investigación original es producir nuevos conocimientos, en lugar de presentar los conocimientos existentes en una nueva forma (por ejemplo, resumidos o clasificados) y este material es de carácter de fuente primaria.
La investigación original puede adoptar varias formas, según la disciplina a la que pertenezca. En el trabajo experimental, por lo general implica la observación directa o indirecta de los sujetos investigados, por ejemplo, en el laboratorio o en el campo, documenta la metodología, resultados y conclusiones de un experimento o conjunto de experimentos, u ofrece una interpretación novedosa de resultados anteriores. En el trabajo analítico , generalmente se producen algunos resultados matemáticos nuevos (por ejemplo), o una nueva forma de abordar un problema existente. En algunos temas que no suelen llevar a cabo experimentación o análisis de este tipo, la originalidad está en la forma particular en que se cambia o reinterpreta la comprensión existente en función del resultado del trabajo del investigador.
Varios artículos recientes, publicados en revistas revisadas por pares, brindan valiosas recomendaciones para la escritura, presentación y ejecución de proyectos de investigación.

### Según el objeto de estudio
Según el objeto de estudio, se distinguen los siguientes tipos de investigación:
- Investigación básica: También es la llamada investigación fundamental o investigación pura. Busca acrecentar los conocimientos teóricos, sin interesarse directamente en sus posibles aplicaciones o consecuencias prácticas; es más formal y persigue las generalizaciones con vistas al desarrollo de teorías basadas en principios y leyes.
- Investigación aplicada : Es la utilización de los conocimientos en la práctica, con el fin de aplicarlos, en la mayoría de los casos, en provecho de la sociedad .
- investigación clínica.
- Investigación analítica: Es un procedimiento más complejo que la investigación descriptiva, y consiste fundamentalmente en establecer la comparación de variables entre grupos de estudio y de control. Además, se refiere a la proposición de hipótesis que el investigador trata de probar o invalidar.
- Investigación de campo: Es una investigación aplicada para comprender y resolver alguna situación, necesidad o problema en un contexto determinado. El investigador trabaja en el ambiente natural en que conviven las personas y se apoya en la recolección de datos y las fuentes consultadas, de las que obtendrán los datos y representaciones de las organizaciones científicas no experimentales dirigidas a descubrir relaciones e interacciones entre variables sociológicas, psicológicas y educativas en estructuras sociales reales y cotidianas.

### Según la extensión del estudio
- Investigación censal: Es aquella que tiene como objeto de estudio a un grupo numeroso de individuos.
- Investigación de caso: En este tipo de investigación el investigador se enfoca exclusivamente a un caso en particular donde podrá disponer de variables diversas para poder reafirmar o desechar sus teorías.

### Según las variables
- Investigación experimental: Se presenta mediante la manipulación de una variable experimental no comprobada, en condiciones rigurosamente controladas, con el fin de describir de qué modo o por qué causa se produce una situación o acontecimiento particular.
- Investigación cuasi-experimental: Es un tipo de investigación que no asigna los sujetos al azar,sino que trabaja con grupos intactos, se basa en los principios encontrados en el método científico.
- Investigación simple y compleja.

### Según el nivel de medición y análisis de la información
- Investigación cuantitativa: refleja la necesidad de medir y estimar magnitudes. ¿Cada cuánto ocurren o con qué frecuencia ocurren los fenómenos? ¿Con qué magnitud? son algunas de las preguntas que el investigador intenta responder. La recolección de los datos por ende se enfoca en la medición y deben poder representarse mediante números.[14]
- Investigación cualitativa: en la mayoría de los estudios cualitativos no se prueban hipótesis, sino que se generan durante el proceso de la investigación. Se fundamenta en entender el significado de las acciones de los seres vivos o fenómenos.[14]
- Investigación cuasi-cuantitativa: este es un tipo de investigación mixta que utiliza las fortaleza de uno y otro enfoque, los combina y trata de minimizar sus potenciales debilidades. La decisión de utilizar un método mixto es apropiada cuando se agrega valor al estudio en comparación con utilizar un método solo.[14]
- Investigación descriptiva: se describen y se busca especificar las propiedades del objeto o fenómeno estudiado.[15]
- Investigación explicativa: la investigación explicativa busca el porqué de los hechos mediante la relación causa efecto.
- Investigación exploratoria: La investigación exploratoria tiene como objetivo captar una perspectiva general del problema, para así encontrar subproblemas más precisos y claros, ayudando así a desarrollar una hipótesis.
- Investigación inferencial.
- Investigación predictiva.
- Investigación tecnológica.
- Investigación sistémica.

### Según las técnicas de obtención de datos
- Investigación participativa: El observador interactúa de manera dinámica. El observador recolecta datos sin ofrecer un juicio de valor que pueda comprometer la investigación
- Investigación de alta interferencia: El observador debe estar presente en el campo de investigación corroborando personalmente los datos a obtener
- Investigación de baja interferencia: Son observadores que analizan y recolectan los datos ya obtenidos con la finalidad de presentar una idea clara a la problemática

### Según su ubicación temporal
- Investigación histórica: Trata de la experiencia pasada; se relaciona no solo con la historia, sino también con las ciencias de la naturaleza, con el derecho, la medicina o cualquier otra disciplina científica. El investigador cuenta con fuentes primarias y secundarias. De las fuentes primarias, el investigador obtiene las mejores pruebas disponibles: testimonios de testigos oculares de los hechos pasados y objetos reales que se usaron en el pasado y que se pueden examinar ahora. Las fuentes secundarias tienen que ver con la información que proporcionan las personas que no participaron directamente en ella.
- Investigación longitudinal: La investigación longitudinal es aquella que se realiza del presente al pasado, en ella se realizan varias mediciones en relación con el tiempo, en clínica se conoce como casos y controles, también se le conoce como retrospectiva. También es Investigación longitudinal la que se realiza del presente al futuro, en ella también se realizan varias mediciones en relación con el tiempo, en clínica se conoce como cohortes, también se le conoce como prospectiva. La investigación transversal se realiza en el presente, en ella se realiza una sola medición en relación con el tiempo, se compara, en clínicas se conocen como transversal.
- Investigación dinámica o estática: Este procedimiento se refiere a la forma de controlar la investigación; en el modo estático no se admite ninguna variación, mientras que en el dinámico se permite hacer variaciones bajo condiciones controladas.

### Según las fuentes de información
- Investigación documental: Consiste en la selección y recopilación de información por medio de la lectura y crítica de documentos y materiales bibliográficos, de bibliotecas, hemerotecas, centros de documentación e información.
- Investigación de campo: Es el proceso que, utilizando el método científico, permite obtener nuevos conocimientos en el campo de la realidad social. O bien, estudiar una situación para diagnosticar necesidades y problemas a efectos de aplicar los conocimientos con fines prácticos.

## Campos de investigación

### Investigación artística
Investigación artística es un enfoque de investigación que considera las prácticas artísticas como formas particulares de producción de conocimiento. De acuerdo con Rubén López Cano y Úrsula San Cristóbal, este enfoque "implica la reflexión crítica sobre diferentes elementos de la práctica artística, como el proceso creativo, los hábitos y estudio, las influencias teóricas y prácticas". Se distingue de otras formas de saber no solo por sus contenidos, sino también por sus metodologías diversas y principios epistemológicos particulares.

## Investigación entre disciplinas
Se han descrito diferentes tipos de investigación entre disciplinas, así como una terminología específica. Las definiciones más comúnmente aceptadas son las usadas para referirse al incremento en el nivel de interacción entre las disciplinas:
- Multidisciplinariedad: en este nivel de investigación la aproximación al objeto de estudio se realiza desde diferentes ángulos, usando diferentes perspectivas disciplinarias, sin llegar a la integración.
- Interdisciplinariedad: este nivel de investigación se refiere a la creación de una identidad metodológica, teórica y conceptual, de forma tal que los resultados sean más coherentes e integrados.
- Transdisciplinariedad: va más allá que las anteriores, y se refiere al proceso en el cual ocurre la convergencia entre disciplinas, acompañado por una integración mutua de las epistemologías disciplinares (grupo de trabajo).

Por otro lado, las investigaciones históricas son las que se realizan mediante una perspectiva comparativa en el tiempo, recurriendo a fuentes primarias y secundarias. Este tipo de investigación puede contribuir a la creación inicial de hipótesis o a la de hipótesis de trabajo.

## Publicación

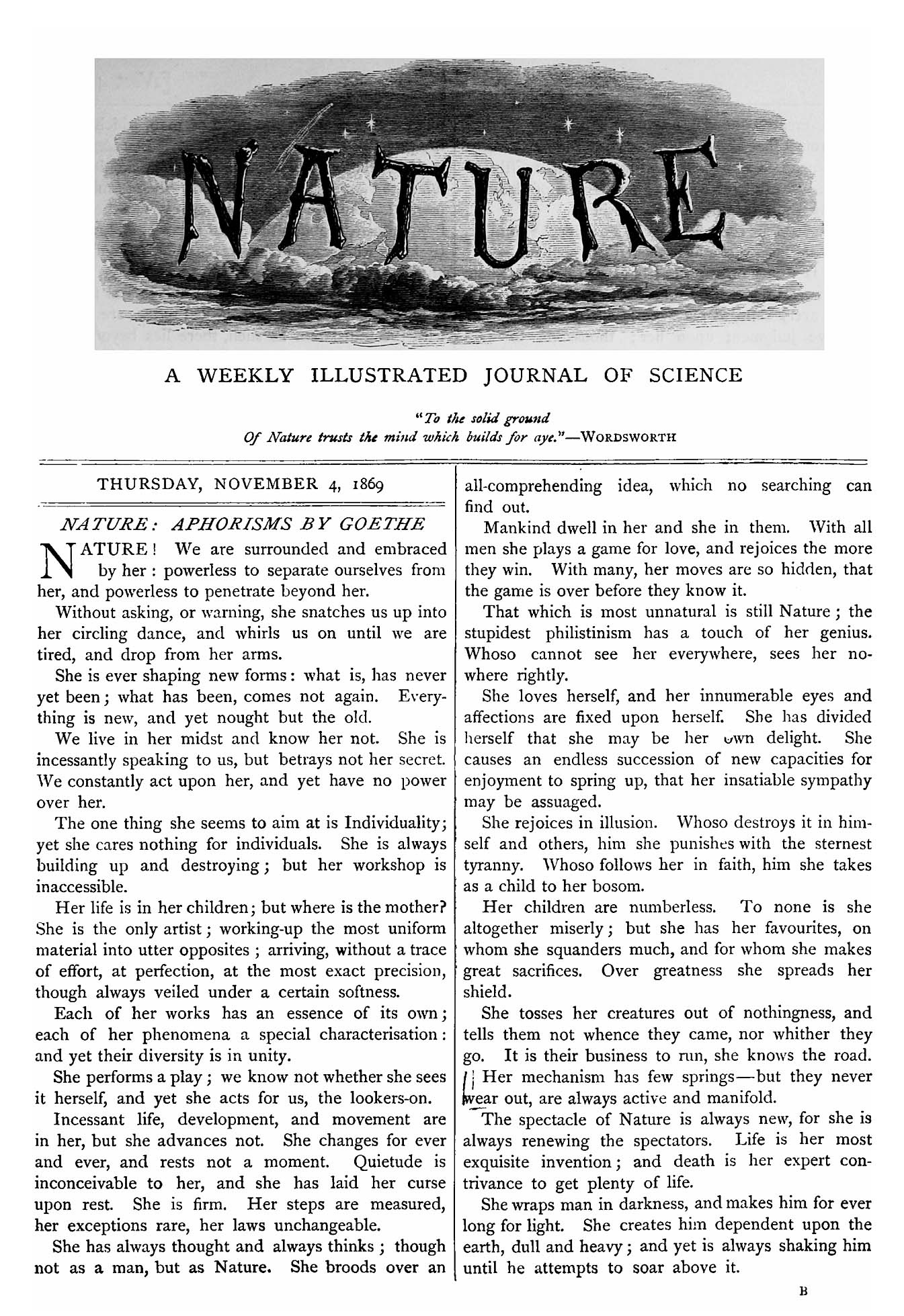
Portada del primer número de Nature, 4 de noviembre de 1869

La publicación académica es un sistema necesario para que los académicos revisen por pares el trabajo y lo pongan a disposición de un público más amplio. El sistema varía ampliamente según el campo y también siempre está cambiando, aunque a menudo lentamente. La mayor parte del trabajo académico se publica en forma de artículo de revista o libro. También hay un gran cuerpo de investigación que existe en forma de tesis o disertación. Estas formas de investigación se pueden encontrar en bases de datos explícitamente para tesis y disertaciones. En publicaciones, la publicación STM es una abreviatura de publicaciones académicas en ciencia, tecnología y medicina.
La mayoría de campos académicos establecidos tienen sus propias revistas científicas y otros puntos de venta para la publicación, aunque muchas revistas académicas son algo interdisciplinarias y publican trabajos de varios campos o subcampos distintos. Los tipos de publicaciones que se aceptan como contribuciones de conocimiento o investigación varían mucho entre campos, desde el formato impreso hasta el electrónico. Un estudio sugiere que los investigadores no deberían prestar mucha atención a los hallazgos que no se repiten con frecuencia. También se ha sugerido que todos los estudios publicados deberían estar sujetos a alguna medida para evaluar la validez o confiabilidad de sus procedimientos para evitar la publicación de hallazgos no comprobados. Los modelos comerciales son diferentes en el entorno electrónico. Desde principios de la década de 1990, la concesión de licencias de recursos electrónicos, en particular revistas, ha sido muy común. En la actualidad, una tendencia importante, particularmente con respecto a las revistas académicas, es el acceso abierto. Hay dos formas principales de acceso abierto: publicación de acceso abierto, en la que los artículos o la revista completa están disponibles gratuitamente desde el momento de la publicación, y autoarchivo, donde el autor hace una copia de su propio trabajo libremente disponible en la web.